# Sunil Shetty

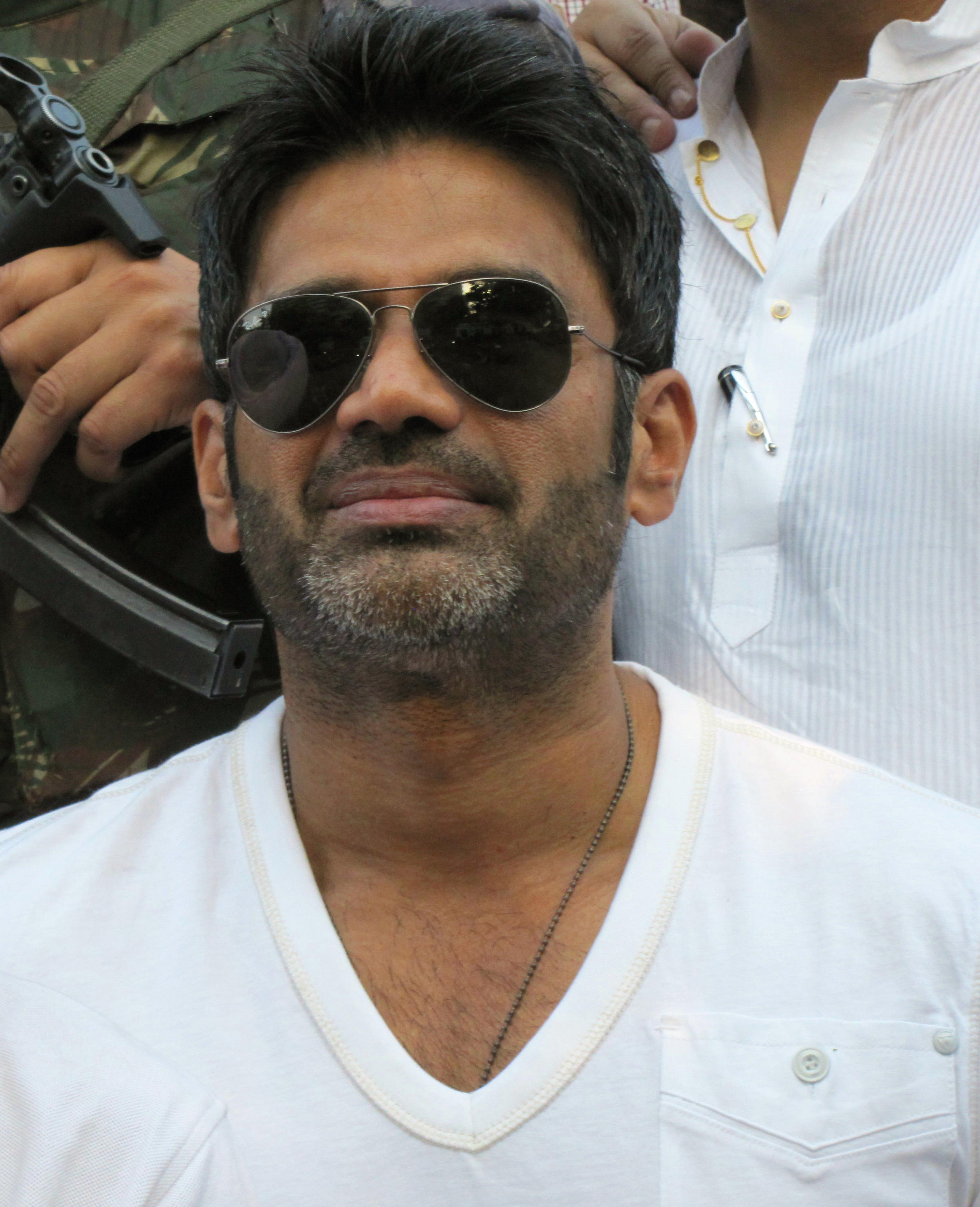
Sunil Shetty

Sunil Shetty (Tulu-Kannada: ಸುನಿಲ್ ಶೆಟ್ಟಿ; Hindi: सुनील शेट्टी, Sunīl Śeṭṭī; * 11. August 1961 in Mulki, Karnataka) ist ein indischer Filmschauspieler des kommerziellen Hindi-Films.

## Leben
Sunil Shetty gab sein Debüt 1992 mit dem Film Balwaan, der ein Erfolg war, womit auch seine Karriere begann. Der Durchbruch gelang ihm mit dem Film Mohra. Daraufhin spielte er oft in Actionfilmen mit, die ihn noch bekannter machten. Er war oft, mit seinem Freund und ebenfalls Bollywood-Schauspieler Akshay Kumar in Filmen zu sehen. Er spielte auch oft den Patrioten wie in den Filmen Border (1997), LOC Kargil (2003) und Qayamat (2003).
In Dhadkan spielte er einer seiner ersten Rolle als Bösewicht, für den er den Filmfare Award als bester Schurke bekam. Er versuchte sein Glück auch in Filmkomödien, jedoch mit mäßigem Erfolg. Der größte Erfolg in witzigen Rollen gelang ihm mit Hulchul und Hera Pheri (2000).
Hera Pheri (2000) und der zweite Teil Phir Hera Pheri (2006) waren so erfolgreich, dass der Produzent Feroz Nadiadwala schon den dritten Teil angekündigt hat.
Suniel Shetty hat auch eine Filmproduktionsfirma, die Popcorn Entertainment heißt. Mit der er die Filme Khel und Rakht produzierte.
Suniel ist Hindu, verheiratet und hat zwei Kinder. Er ist 176 cm (5'9.25) groß und hat den schwarzen Gürtel in Kickboxen. Er ist  Geschäftsmann und besitzt eine Hotelkette.

## Filmografie
- 1992: Balwaan
- 1993: Anth
- 1993: Pehchaan
- 1993: Waqt Hamara Hai
- 1994: Dilwale
- 1994: Gopi Kishan
- 1994: Hum Hain Bemisaal
- 1994: Mohra
- 1995: Gaddaar
- 1995: Raghuveer
- 1995: Surakshaa
- 1995: Takkar
- 1996: Ek Tha Raja
- 1996: Rakshak
- 1996: Sapoot
- 1996: Vishwasghaat
- 1996: Krishna
- 1996: Shastra
- 1997: Bhai
- 1997: Border
- 1997: Dhaal: The Battle of Law Against Law
- 1997: Judge Mujrim
- 1997: Qahar
- 1997: Prithvi
- 1998: Aakrosh: Cyclone of Anger
- 1998: Humse Badhkar Kaun
- 1998: Sar Utha Ke Jiyo
- 1998: Vinashak - Destroyer
- 1999: Bade Dilwala
- 1999: Hu Tu Tu
- 1999: Kaala Samrajya
- 2000: Aaghaaz
- 2000: Dhadkan
- 2000: Hera Pheri
- 2000: Krodh
- 2000: Officer
- 2000: Refugee
- 2000: Jungle
- 2001: 12B
- 2001: Ehsaas: The Feeling
- 2001: Kakkakuyil
- 2001: Kuch Khatti Kuch Meethi
- 2001: Pyaar Ishq Aur Mohabbat
- 2001: Yeh Teraa Ghar Yeh Meraa Ghar
- 2001: Ittefaq
- 2002: Annarth
- 2002: Awara Paagal Deewana
- 2002: Jaani Dushman: Ek Anokhi Kahani
- 2002: Kaante
- 2002: Karz: The Burden of Truth
- 2002: Maseeha
- 2003: Baaz: A Bird in Danger
- 2003: Ek Hindustani
- 2003: Khel
- 2003: LOC Kargil
- 2003: Qayamat: City Under Threat
- 2003: Khanjar: The Knife
- 2004: Ek Se Badhkar Ek
- 2004: Hulchul – Eine verrückte Lovestory (Hulchul)
- 2004: Und unsere Träume werden wahr (Kyun! Ho Gaya Na...)
- 2004: Lakeer - Forbidden Lines
- 2004: Ich bin immer für Dich da! (Main Hoon Na)
- 2004: Rakht: What If You Can See the Future
- 2004: Rudraksh
- 2004: Aan: Men at Work
- 2005: Amar Joshi Shahid Ho Gaya
- 2005: Chocolate: Deep Dark Secrets
- 2005: Deewane Huye Paagal
- 2005: Dus
- 2005: Home Delivery: Aapko... Ghar Tak
- 2005: Kyon Ki
- 2005: Padmashree Laloo Prasad Yadav
- 2005: Die Schöne und der Geist (Paheli)
- 2005: Tango Charlie
- 2005: Blackmail
- 2006: Chup Chup Ke
- 2006: Darna Zaroori Hai
- 2006: Fight Club
- 2006: Phir Hera Pheri
- 2006: Shaadi Se Pehle
- 2006: Umrao Jaan
- 2006: Aap Ki Khatir
- 2006: Apna Sapna Money Money
- 2007: Auftritt in Fernsehserie Kasamh Se
- 2007: Cash
- 2007: Don’t Stop Dreaming
- 2007: Dus Kahaniyaan
- 2007: Shootout at Lokhandwala
- 2008: Mission Istaanbul
- 2008: Mr. White Mr. Black
- 2008: Mukhbiir
- 2008: One Two Three